# ジファイロ・リート
ジファイロ・リート（Givairo Read, 2006年6月2日 - ）は、オランダの北ホラント州アムステルダム出身のプロサッカー選手。エールディヴィジのフェイエノールト所属。ポジションはディフェンダー。

## 経歴

### フォレンダム
2017年にFCフォレンダムのユースアカデミーへ加入。
2022年3月19日、リザーブチームのヨング・フォレンダムでプロデビューした。
2023年3月17日のフォルトゥナ・シッタート戦でトップチームデビューを果たした。

### フェイエノールト
2023年6月6日、フォレンダムからの新契約のオファーを拒否し、フェイエノールトと3年契約を結んだ。
2024年2月15日、UEFAヨーロッパリーグのASローマ戦でトップチームデビューした。9月13日にフェイエノールトと2028年までの契約延長に合意した。

## 代表歴
2022年から世代別のオランダ代表に選出されている。

## 人物
旧姓はダンダス（Dundas）で、両親の結婚により現在のリートになった。

## タイトル

### クラブ
フェイエノールト
- KNVBカップ：1回（2023-24）
- ヨハン・クライフ・スハール：1回（2024）